# Krasni Most (Adiguesia)
Krasni Most (en ruso: Красный Мост, puente rojo) es un jútor del raión de Maikop en la república de Adiguesia de Rusia. Está situado a orillas del río Kurdzhips, 6,5 km al noroeste de Tulski y 7,5 km al sur del centro de Maikop, la capital de la república. Tenía 42 habitantes en 2010.
Pertenece al municipio de Krasnooktiabrski.